# Andrea Chénier
Andrea Chénier es una ópera verista de ambiente histórico con música de Umberto Giordano y libreto en italiano de Luigi Illica, basada libremente en la vida del poeta francés André Chénier (1762-1794), quien fue ejecutado durante la Revolución Francesa. Estrenada en La Scala de Milán el 28 de marzo de 1896, en la actualidad es la ópera más famosa de su compositor.
Durante la primera mitad del siglo XX fue producida con cierta frecuencia y entró en el repertorio operístico estándar. Una de las razones que contribuyó a su popularidad fue la espléndida música lírico-dramática del tenor principal, que provee a un cantante con talento muchas oportunidades para lucirse en escena. De hecho, el triunfo de Giuseppe Borgatti en el rol titular en la primera representación inmediatamente lo puso entre los tenores italianos de primera fila. Borgatti se convertiría en el más grande tenor wagneriano de Italia, más que un especialista en música verista. Existen varias grabaciones de la ópera.

## Historia de sus representaciones

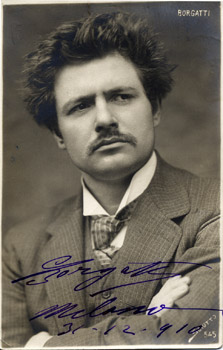
Giuseppe Borgatti (1871-1950).

La obra se estrenó en el Teatro de la Scala, Milán, el 28 de marzo de 1896 con Evelina Carrera, Giuseppe Borgatti (quien reemplazó a Alfonso Garulli a última hora) y Mario Sammarco en los papeles principales de soprano, tenor y barítono respectivamente. El director de orquesta fue Rodolfo Ferrari.
Otros destacados estrenos fueron los de Nueva York en la Academia de Música el 13 de noviembre de 1896; en Hamburgo el 3 de febrero de 1897 bajo la batuta de Gustav Mahler; y en el Teatro Camden de Londres el 16 de abril de 1903 (cantado en inglés).
Aparte de Borgatti, otros famosos Cheniers en la época entre el estreno de la ópera y el estallido de la Segunda Guerra Mundial fueron Francesco Tamagno (quien estudió la obra con Giordano), Giovanni Zenatello, Giovanni Martinelli, Aureliano Pertile, Francesco Merli, Beniamino Gigli, Giacomo Lauri-Volpi y Antonio Cortis. Enrico Caruso también dio unas pocas representaciones como Chénier en Londres en 1907. Todos estos tenores con la excepción de Borgatti dejaron grabaciones en 78-rpm de uno o más de los solos destacados.
En la postguerra, Franco Corelli, Richard Tucker y Mario del Monaco fueron sin duda los más famosos intérpretes del rol titular durante los cincuenta y los sesenta, mientras que Plácido Domingo se convirtió en su intérprete más destacado entre la siguiente generación de tenores, aunque Luciano Pavarotti, contemporáneo de Domingo, también lo cantó con éxito y grabó la obra.
La ópera dirigida por Keith Warner se representa en Bregenz, Austria en 2011. Se representa con una alta estatua de casi 78 pies de alto de un Jean-Paul Marat hundiéndose en el agua moribundo, una oda a la pintura de 1793 realizada por Jacques-Louis David, "La muerte de Marat", que representa al revolucionario asesinado en su bañera.
Además de cuatro arias y ariosos para el tenor principal (Un di all'azzuro spazio; Io non amato ancor; Si, fui soldato; y, Come un bel di di maggio), la ópera contiene un aria muy conocida (La mamma morta) para la heroína soprano, que fue presentada en la película Philadelphia (la versión de Maria Callas es la que se usa en la banda sonora También merece la pena destacar el expresivo monólogo del barítono Nemico della Patria y el dúo final entre soprano y tenor, para los dos papeles principales, al tiempo que se preparan para enfrentarse a la guillotina.
La partitura de Giordano no presenta en ningún momento armadura alguna, según una práctica que será propia de los compositores de música atonal. Se trata de un anticipo, porque la escritura musical es perfectamente tonal.

## Personajes
| Personaje                                               | Tesitura        | Elenco del estreno, 28 de marzo de 1896 (Director: Rodolfo Ferrari) |
| ------------------------------------------------------- | --------------- | ------------------------------------------------------------------- |
| Andrea Chénier, un poeta                                | tenor           | Giuseppe Borgatti                                                   |
| Carlo Gérard, un sirviente                              | barítono        | Mario Sammarco                                                      |
| Maddalena de Coigny                                     | soprano         | Avelina Carrera                                                     |
| Bersi, su doncella                                      | mezzosoprano    | Maddalena Ticci                                                     |
| La condesa de Coigny                                    | mezzosoprano    | Della Rogers                                                        |
| Pietro Fléville, un novelista                           | bajo            | Gaetano Roveri                                                      |
| Mathieu, un sans-culotte                                | barítono        | Michele Wigley                                                      |
| El Abbé, un poeta                                       | tenor           | Enrico Giordano                                                     |
| El Increíble, un espía                                  | tenor           | Enrico Giordano                                                     |
| Roucher, un amigo de Chénier                            | bajo o barítono | Gaetano Roveri                                                      |
| Schmidt, un carcelero en St. Lazare                     | bajo o barítono | Raffaele Terzi                                                      |
| Madelon, una anciana                                    | mezzosoprano    | Della Rogers                                                        |
| Fouquier Tinville, el Fiscal                            | bajo o barítono | Ettore Brancaleone                                                  |
| Dumas, maestro de la casa                               | bajo            | Raffaele Terzi                                                      |
| Damas, caballeros, músicos, sirvientes, soldados - Coro |                 |                                                                     |

## Argumento
La acción se sitúa entre los años 1789-94, en París y sus alrededores, y está dividida en cuatro actos.

### Acto I
Baile de la condesa de Coigny

La Revolución Francesa está ya a las puertas, pero la nobleza francesa sigue una existencia despreocupada. La condesa de Coigny da una fiesta en su castillo. Los sirvientes preparan el baile. Entre ellos está Gérard, que se llena de indignación viendo a su padre envejecido que sufre como resultado de años largos de trabajo abusivo para los aristócratas. Cuando los invitados llegan, una típica corte pastoral con coro del siglo XVIII, vestidos como pastores, canta una idealizada música rústica y el ballet representa una historia de amor rural, a la manera majestuosa de la corte. Entre los invitados se cuenta el popular poeta Andrea Chénier. Cuando la condesa le pide improvisar él se niega, pero cuando su hermosa hija, Maddalena, se lo ruega y él consiente. Maddalena, flirteando, sugiere el tema "amor", pero él rápidamente lo olvida y canta sobre la miseria y el sufrimiento de los pobres, lo que lleva a manifestarse contra los que ostentan el poder en la iglesia y el estado. Maddalena critica a Chénier que no escriba poesía a la moda. El joven defiende con vigor sus ideales contra las costumbres corruptas de la época, que están llevando a la sociedad a la ruina. Mientras tanto suplica a Maddalena, cuya juventud lo ha afectado, de tener mayor atención por un sentimiento gentil como el amor, caído en el desprecio de la sociedad. Maddalena, afectada por las palabras de Chénier, se excusa con el joven. Con excepción de Maddalena, los privilegiados invitados del baile se sienten ofendidos por los ideales sociales y las creencias de Chénier. Gérard aparece liderando un grupo de hombres y mujeres humildes. La condesa critica a su sirviente, que desdeñoso rompe su librea y se aleja con sus amigos pobres. La fiesta se reemprende y los invitados se lanzan a una gavota. Ultrajado, Chénier sigue a Gérard y los pobres.

### Acto II
En París cerca del puente Peronnet. Estamos en el período del Terror y ruge Robespierre. Chénier es ahora un revolucionario. Una dama desconocida le escribe pidiendo protección. Se trata de Maddalena di Coigny, cuya madre han asesinado los revolucionarios, y que se ve obligada a vivir escondida, reducida a la pobreza. Se presta a ayudarla la sirvienta mulata Bersi que para mantenerse a ella misma y a su ama, ejerce la prostitución. Gérard se ha convertido en un jefe de la revolución. A Chénier lo invita, su amigo Roucher, a partir para evitar ser capturado por los revolucionarios, pero el joven quiere primero conocer a la misteriosa dama de las cartas. Una tarde, cerca del puente, los dos jóvenes se encuentran y Chénier reconoce pronto a Maddalena; la otrora joven de la fiesta está profundamente transformada. Entre los dos estalla de repente el amor del que disfrutan brevemente. De repente, advertido por "Increíble", irrumpe Gérard, aún enamorado de Maddalena. Entre ellos y Chénier se desencadena un duelo a espada, mientras Maddalena huye. Chénier hiere gravemente a su rival Gérard; este, por amor a Maddalena y creyendo que se muere, aconseja a su adversario que huya con la dama a la que ama, ya que los revolucionarios lo buscan. Al pueblo que acude declara que no conoce al hombre que lo ha herido.

### Acto III
El tribunal revolucionario
Francia necesita soldados y dinero. Gérard se ha recuperado y preside un tribunal revolucionario. Una vieja del pueblo ciega, Madelon, ofrece a la patria su único sobrino de 15 años. El espía "Increíble" anuncia el arresto de Chénier por atreverse a criticar la crueldad del poderoso líder revolucionario Robespierre. Es una excelente oportunidad para eliminar a su rival, y poniendo su firma en el fatal documento, riéndose se pregunta: "Nemico della patria?" ("¿Un enemigo de su país?") Sabe bien que es un cargo habitual contra el enemigo personal de uno. Aun así, vacila por un momento recordando que fue un inspirado verso de Chénier el que despertó su patriotismo por vez primera. Y ahora para satisfacer sus pasiones es capaz de sacrificar a un amigo. La lucha entre el honor y el deseo se expresa maravillosamente en la música, la orquesta cita sugerentemente un trozo de la Marsellesa. Finalmente triunfa el deseo, y Gérard firma con un gesto de cinismo.
Apresurado ante el tribunal, Chénier, vehemente, aboga por sí mismo, diciendo que él, un soldado, luchó por su país, y si debe morir, quiere morir luchando por él y no ejecutado vergonzosamente. Maddalena, cuya madre ya ha muerto, aparece en escena. Se ofrece ella misma a Gérard con tal de salvar la vida de Chénier. En el momento en que Gérard intenta forzarla para que quererle, Maddalena lo evita narrando sus terribles desventuras y como el amor la salvó; tras ese momento Gérard aboga por el poeta, pero ya es demasiado tarde, la muchedumbre está sedienta de sangre. Maddalena confusa entre la gente llora amargamente.

### Acto IV
Prisión de St. Lazare
Confinado en la triste prisión de St. Lazare, Chénier espera su ejecución, ayudado por su amigo Roucher. Pasa el tiempo escribiendo versos expresando su fe en la verdad y la belleza. Mientras tanto, Maddalena soborna para entrar en la prisión. Gérard accede a llevarla a ver a Chénier. Los enamorados tienen un breve momento tierno antes de hacer una última apelación fallida a Robespierre. Al amanecer, cuando los soldados van a llevarse a los condenados, Maddalena se cambia por una prisionera, Idia Legrey, entregándole su salvoconducto. Toma así su puesto en la carreta al lado del hombre que ama. Los dos amantes se enfrentan serenos a la muerte, llevados por el éxtasis de su amor. En un ángulo, Gérard llora amargas lágrimas.

## Instrumentación
Giordano requiere una orquesta formada por:
- Tres Flautas (la tercera cambia al Flautín)
- Dos Oboes
- Corno Inglés
- Dos Clarinetes en La y Si bemol (El segundo cambia al Clarinete bajo en Si bemol)
- Dos Fagotes

- Cuatro Trompas en Fa, Mi y Mi bemol
- Tres Trompetas en Si bemol
- Tres Trombones
- Una Tuba

- Timbales
- Platillos, Bombo, Gong, Triángulo, Tambor militar y Tambor bajo.

- Un Arpa

- Cuerdas

- Internamente: Un Carillón y ocho tambores.

## Arias destacadas
- "Son sessant'anni, o vecchio", romanza de Gérard, Acto I
- "O pastorelle, addio", coro, Acto I
- "Un dì all'azzuro spazio", también conocido como "L'improvviso" (Un día en el espacio azul - Chénier, Acto I);
- "Nemico della patria?!", monólogo de Gérard, Acto III
- "La mamma morta" (Mi madre murió... - relato de Maddalena, Acto III)
- "Come un bel dì di Maggio" (Como un bello día de mayo - romanza de Chénier, Acto IV) Este entre los comparativamente escasos pasajes musicales que pueden extraerse del fluir verista de la obra;
- "Vivere in fretta" (Vivir apresurado - Bersi);
- "Vicino a te s'acqueta", dúo entre Chénier y Maddalena, Acto IV

## Grabaciones

### Discografía
| Año  | Elenco (Andrea Chénier, Maddalena de Coigny, Carlo Gérard, Bersi, Madelon, Roucher)                   | Director, Teatro de ópera y orquesta                                                                            | Sello discográfico                                                                         |
| ---- | --- | --- | ------------------------------------------------------------------------------------------ |
| 1920 | Luigi Lupato, Valentina Bartolomasi, Adolfo Pacini, Nelda Garrone, Gilda Timitz, A. Venturini         | Carlo Sabajno, Coro y orquesta del Teatro de La Scala, Milán                                                    | 78rpm: Società Nazionale del Grammofono "La Voce del Padrone" Cat: S 5520-5552 (17 discos) |
| 1931 | Luigi Marini, Lina Bruna Rasa, Carlo Galeffi, Ida Conti, Anna Masetti-Bassi, Salvatore Baccaloni      | Lorenzo Molajoli, Coro y orquesta del Teatro de la Scala, Milán                                                 | Audio CD: Naxos Records, Cat: 8.110066-67                                                  |
| 1941 | Beniamino Gigli, Maria Caniglia, Gino Bechi, Maria Huder, Vittoria Palombini, Italo Tajo              | Oliviero De Fabritiis, Orquesta y coristas del Teatro de La Scala, Milán                                        | EMI Classics Cat: 69996.                                                                   |
| 1955 | Mario del Monaco, Maria Callas, Aldo Protti, Silvana Zanolli, Lucia Danieli, Enrico Campi             | Antonino Votto, Coro y orquesta del Teatro de La Scala, Milán (Grabación en vivo)                               | Audio CD: EMI Classics, Cat: 67913                                                         |
| 1957 | Mario del Monaco, Renata Tebaldi, Ettore Bastianini, Fiorenza Cossotto, Amelia Guidi, Silvio Maionica | Gianandrea Gavazzeni, Orquesta y coro de la Academia Nacional de Santa Cecilia de Roma                          | Decca, Cat: 425407                                                                         |
| 1963 | Franco Corelli, Antonietta Stella, Mario Sereni, Stefania Malagù, Anna Di Stasio, Giuseppe Modesti    | Gabriele Santini, Orquesta y coro de la Ópera de Roma                                                           | Audio CD: EMI Classics, Cat: 58676                                                         |
| 1976 | Plácido Domingo, Renata Scotto, Sherrill Milnes Maria Ewing, Gwendolyn Killebrew, Allan Monk          | James Levine, Orquesta Filarmónica Nacional y el Coro John Alldis                                               | Audio CD: RCA, Cat: 2046                                                                   |
| 1984 | Luciano Pavarotti, Montserrat Caballé, Leo Nucci, Kathleen Kuhlmann, Christa Ludwig, Tom Krause       | Riccardo Chailly, Orquesta Filarmónica Nacional y Coro de la Ópera Nacional Galesa                              | Audio CD: Decca, Cat: 410117                                                               |
| 1986 | José Carreras, Eva Marton, Giorgio Zancanaro, Klára Takács, Éva Farkas, Franco Federici               | Giuseppe Patanè, Orquesta del Estado de Hungría. Coro de la Radiotelevisión húngara                             | Audio CD: Sony Classical, Cat: 42369                                                       |
| 2008 | Carlo Scibelli, Martina Serafin, Piero Guarnera, Diana Axenti, Michèle Lagrange, Wenwei Zhang         | Paolo Olmi, Orquesta Sinfónica y Lírica de Nancy. Coro de la Ópera1996 Pavarotti, Guleghina,Pons Nacional de ra |                                                                                            |

| Año  | Cast (Andrea Chénier, Maddalena de Coigny Carlo Gérard) | Director, Teatro de ópera y orquesta                                 | Sello                                   |
| ---- | ------------------------------------------------------- | -------------------------------------------------------------------- | --------------------------------------- |
| 1981 | Plácido Domingo, Gabriela Beňačková, Piero Cappuccilli  | Nello Santi, Coro y orquesta de la Ópera Estatal de Viena            | DVD: Deutsche Grammophon 00440 073 4070 |
| 1985 | Plácido Domingo, Anna Tomowa-Sintow, Giorgio Zancanaro  | Julius Rudel, Coro y orquesta de la Royal Opera House, Covent Garden | DVD: Kultur 032031141094                |
| 1996 | Luciano Pavarotti, Maria Guleghina, Juan Pons           | James Levine, The Metropolitan Opera                                 | DVD: DECCA 044007434215                 |